# Rafkat Ruziyev
Rafkat Ruziyev (Рафкат Рузиев), (ur. 25 lipca 1973) – uzbecki szermierz specjalizujący się we florecie, uczestnik igrzysk olimpijskich w Atlancie.

## Występy na igrzyskach olimpijskich
Ruziyev wystąpił w Atlancie w zawodach florecistów. Stoczył tylko jeden przegrany pojedynek w stosunku 15:4 z Chińczykiem Ye Chong. Został sklasyfikowany łącznie na 42. miejscu wraz z trzema innymi zawodnikami.